# كهف ميزمايسكايا
كهف ميزمايسكايا (بالروسية: Мезмайская пещера) هو موقع كهف لعصر ما قبل التاريخ يطل على الضفة اليمنى لنهر سوهوي كوردزيبس (أحد روافد نهر كوردزيبس) في جمهورية أديغيا الجنوبية الروسية، ويقع في سفوح التلال الشمالية الغربية لشمال القوقاز في نظام جبال القوقاز.